# Круле (Мазовецьке воєводство)
Круле (пол. Króle) — село в Польщі, у гміні Вонсево Островського повіту Мазовецького воєводства.
Населення — 67 осіб (2011).
У 1975-1998 роках село належало до Остроленцького воєводства.

## Демографія
Демографічна структура станом на 31 березня 2011 року:
|          | Загалом | Допрацездатний вік | Працездатний вік | Постпрацездатний вік |
| -------- | ------- | ------------------ | ---------------- | -------------------- |
| Чоловіки | 38      | 2                  | 27               | 9                    |
| Жінки    | 29      | 5                  | 14               | 10                   |
| Разом    | 67      | 7                  | 41               | 19                   |